# 小行星1237
小行星1237（1237 Geneviève）是一颗绕太阳运转的小行星，为主小行星带小行星。该小行星于1931年12月2日发现。
該小行星以發現者居伊·萊斯的女兒命名。

## 轨道参数
小行星1237的轨道半长轴为2.6122951 UA，离心率为0.077。